# Psammobatis
Psammobatis – rodzaj ryb chrzęstnoszkieletowych z rodziny Arhynchobatidae.

## Rozmieszczenie geograficzne
Do rodzaju należą gatunki występujące w wodach południowo-zachodniego Oceanu Atlantyckiego i południowo-wschodniego Spokojnego.

## Morfologia
Długość ciała do 54 cm; masa ciała (największa opublikowana) 1,4 kg.

## Systematyka
Rodzaj zdefiniował w 1870 roku niemiecko-brytyjski zoolog Albert Günther w publikacji własnego autorstwa poświęconej spisowi katalogowemu okazów ryb ze zbiorów Muzeum Historii Naturalnej w Londynie. Gatunkiem typowym jest (oznaczenie monotypowe) P. rudis.

### Etymologia
Psammobatis: gr. ψαμμος psammos ‘piasek’; βατoς batos lub βατις batis ‘płaska ryba, zwykle stosowana w odniesieniu do płaszczki lub rai’.

### Podział systematyczny
Do rodzaju należą następujące gatunki:
- Psammobatis bergi Marini, 1932
- Psammobatis extenta (Garman, 1913)
- Psammobatis lentiginosa McEachran, 1983
- Psammobatis normani McEachran, 1983
- Psammobatis rudis Günther, 1870
- Psammobatis rutrum Jordan, 1891
- Psammobatis scobina (Philippi, 1857)